# تاتهاتا
تاتهاتا (Tathātā؛ بالسنسكريتية وبالتبتية:དེ་བཞིན་ཉིད؛ بالصينية: 真如) مصطلح يعني بحرفيته الهكذائية، وهو مفهوم رئيسي في بوذية ماهايانا، كما له أهمية خاصة في بوذية تشان أيضاً.
يشير مصطلح تاتهاتا إلى الحقيقة المطلقة التي لا يمكن التعبير عنها بكلمات وإنما تشعر بلحظتها الزمانية، وخاصة ضمن سياق الحديث عن الفراغ أو عدم المعرفة. ضمن تعاليم البوذية يكون الشخص الذي يصل إلى الحقيقة بهذا الشكل قد تجاوز كافة المعيقات المعرفية (الباطل) التي تحجب الحقيقة للوصول إلى حالة التنوير الأمثل؛ لذلك يطلق على بوذا اسم تاتهاغاتا Tathāgata، أي: من وصل هكذا.

## اقرأ أيضاً
- ماهايانا